# Hildesheimi ezüstkincs

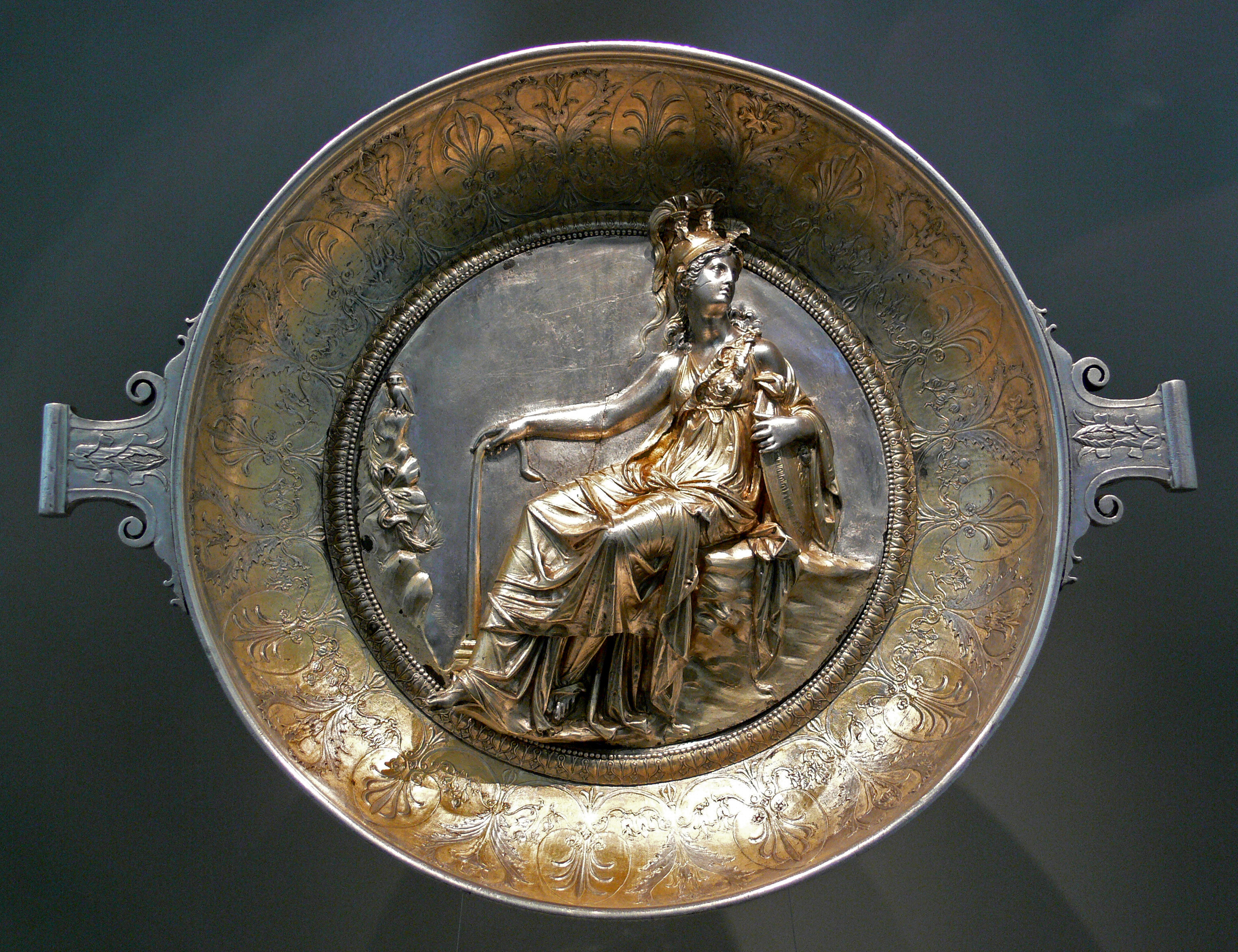
Az ezüstkincs egyik legszebb darabja

A hildesheimi ezüstkincs a római császárok korszakából származó egyik legnevezetesebb ezüstlelet.
1868-ban találták meg a Hannovertől mintegy 30 km-re fekvő Hildesheim környékén. Valamikor egy római előkelőség asztali készlete lehetett, ma a berlini Állami Múzeumok tulajdona.
Több mint 70 darab használati tárgyat tartalmaz, melyek között díszedények, ivóserlegek, tálak és más konyhai eszközök, urnák, medencék vannak. Kidolgozásuk, művészi díszítésük nemes és tiszta ízlésre vall. Korukat a szakemberek legnagyobb része a Kr. u. legelső századokra helyezi, jelentős részük nyilvánvalóan korábbi, görög minták után készülhetett. A hildesheimi ezüsttárgyak csaknem mindegyikén feltüntették az illető darab súlyát, ami a római idők szokása volt.